# كيسيليفسك
كيسيليفسك (بالروسية: Киселевск) هي إحدى مدن روسيا في مقاطعة كيمروفسكايا.

## أعلام
- سيرغي دولماتوف